# Телеский каганат

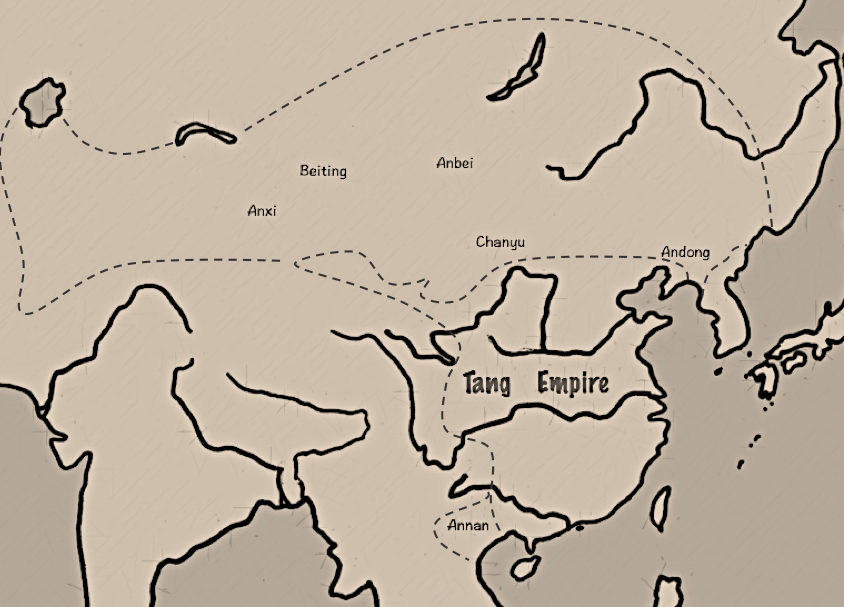
Китай при династии Тан и его окрестности.

Телеский каганат — государство древнетюркского народа теле, существующее в 629—646 гг. Каганат включал территорию от Алтая до Хингана, от верховьев Енисея до Гоби, со ставкой на северном берегу реки Толы.

## История
После окончания восстания телесцев и других 10 племён тюркского каганата против Кара-Чурина, китайский ставленник Жангар стал признанным ханом Восточного каганата, который с этого времени навсегда отделился от Западного, однако Джунгария и бассейн Тарима не вернулись под скипетр восточнотюркютского кагана. Номинально они вошли в состав Западного каганата. Однако телеские племена киби (на северных склонах восточного Тянь-Шаня) и сеяньто (на южных склонах хребта Алтаин-нуру) проявили значительно больше свободолюбия, чем их восточные соплеменники.
В 605 году каган Таман-хан казнил телеских старейшин и началось восстание против тюрков. Вождь сеяньто Ышбара был объявлен восставшими Еде-каганом, его ставка была в горах Яньмошан. В правление Шегуй-хана, Еде-каган сложил свои полномочия и признал себя вассалом тюрок.
После крушения Восточно-тюркского каганата правители сеяньто, попытаются подчинить себе центральноазиатские степи. В 629 году сеяньтоский Ынан-хан провозгласил себя каганом.
Территория каганата занимает обширные пространства от Алтая на западе до Хингана на востоке и от Байкала на севере до Гоби на юге.

## Разгром
В 646 году удары танских войск и союзных им уйгуров разгромили остатки сеяньто. Последний вождь сеяньто Або Дагань потерял 1000 человек убитыми и бежал. Вскоре старейшины уйгуров прислали императору прошение о вступлении в подданство. Император принял их и разделил степь между родами.
Позднее остатки сеяньтосской орды вошли в состав Второго тюркского каганата, а после его гибели и установления в степи гегемонии их старых врагов уйгуров, сеяньто, уже под новым названием — кыпчак, — откочевали на запад и поселились на Северном Алтае и Верхнем Прииртышье. После гибели Уйгурского каганата кыпчаки стали одной из составляющих образовавшегося тогда Кимакского каганата.

## Правящий род Ильтер
| Личное имя (др. тюрк.)                    | Титул (др. тюрк.)                    | Личное имя (кит.) | Титул (кит.)                                      | Годы правления                 |
| ----------------------------------------- | ------------------------------------ | ----------------- | ------------------------------------------------- | ------------------------------ |
| Ышбара                                    | Еде-каган                            | Yishibo (乙失缽)  | Yiedie Khan                                       | 600-е — 610-е                  |
| …                                         | ?                                    | ?                 | ?                                                 | ?                              |
| Ынан                                      | Ин-чур Бильге-каган                  | Inan (夷男)       | Zhenzhu Piqie Khan (真珠毗伽可汗)                 | конец 628 — 21 октября 645 гг. |
| ?                                         | ?                                    | Yemang (曵莽)     | Siyehu Khan                                       | 645 г.                         |
| Бахадур? (тюркское личное имя неизвестно) | Доми-хан (тюркский титул неизвестен) | Bazhuo (拔灼)     | Jialijulixuesha Duomi Khan (頡利俱利薛沙多彌可汗) | 645—646 гг.                    |
| ?                                         | Ильтебучи-каган                      | Duomozhi (咄摩支) | Yitewushi Khan (伊特勿失可汗)                     | весна 646 — осень 646 г.       |